# Tigriagrion
Tigriagrion is een geslacht van libellen (Odonata) uit de familie van de waterjuffers (Coenagrionidae).

## Soorten
Tigriagrion omvat 1 soort:
- Tigriagrion aurantinigrum Calvert, 1909